# Vila Vyšehrad
Vila Vyšehrad, původním (pracovním) názvem vila Waldert, později přejmenována na vilu Hohenburg, stojí v ulici Krále Jiřího 5, č. p. 1087, ve čtvrti Westend v Karlových Varech. Projektová dokumentace pochází od architekta Roberta Příhody, stavba ve stylu historismu probíhala v letech 1900–1901.
Vila byla prohlášena kulturní památkou, památkově chráněna je od 21. srpna 1995, rejstř. č. ÚSKP 10850/4-5030.

## Historie
V souvislosti se záměrem městské rady rozšířit vilovou čtvrť Westend severozápadně od stávající zástavby si zde v roce 1899 zakoupil pozemek také karlovarský stavitel Josef Waldert. V témže roce vypracoval vídeňský architekt Robert Příhoda projektovou dokumentaci. V roce 1900 byla v tehdejší ulici Eduard Knoll-Strasse, dnes Krále Jiřího, zahájena stavba. Ukončena byla v roce následujícím 1901 ještě s pracovním názvem svého stavebníka – „Villa Waldert“. Později byla přejmenována na „Villa Hohenburg“.
V letech 1902 a 1912–1913 došlo ještě za vlastníka Josefa Walderta k níže popisovaným stavebním vylepšením (viz kapitola Popis). V roce 1924 nový majitel Ernst Röntgen prodal vilu Spolku pro chemickou a hutní výrobu a v témže roce došlo k celkové adaptaci objektu. Roku 1931 se vila stala majetkem československého státu a ministerstvo školství a národní osvěty zde zřídilo středoškolský internát Švehla. Po roce 1945 se vila opět stala ubytovacím lázeňským zařízením s názvem Vyšehrad – depandance lázeňského domu Trocnov.
Od roku 1995 je budova chráněna jako nemovitá kulturní památka České republiky.
V současnosti (únor 2021) je vila evidována jako objekt občanské vybavenosti ve vlastnictví společnosti Česká hotelová, a. s. Je funkčně propojena se sousedním objektem č. p. 1096 vilou Smetana a společně jsou využívány jako lázeňský hotel Smetana-Vyšehrad.

## Popis

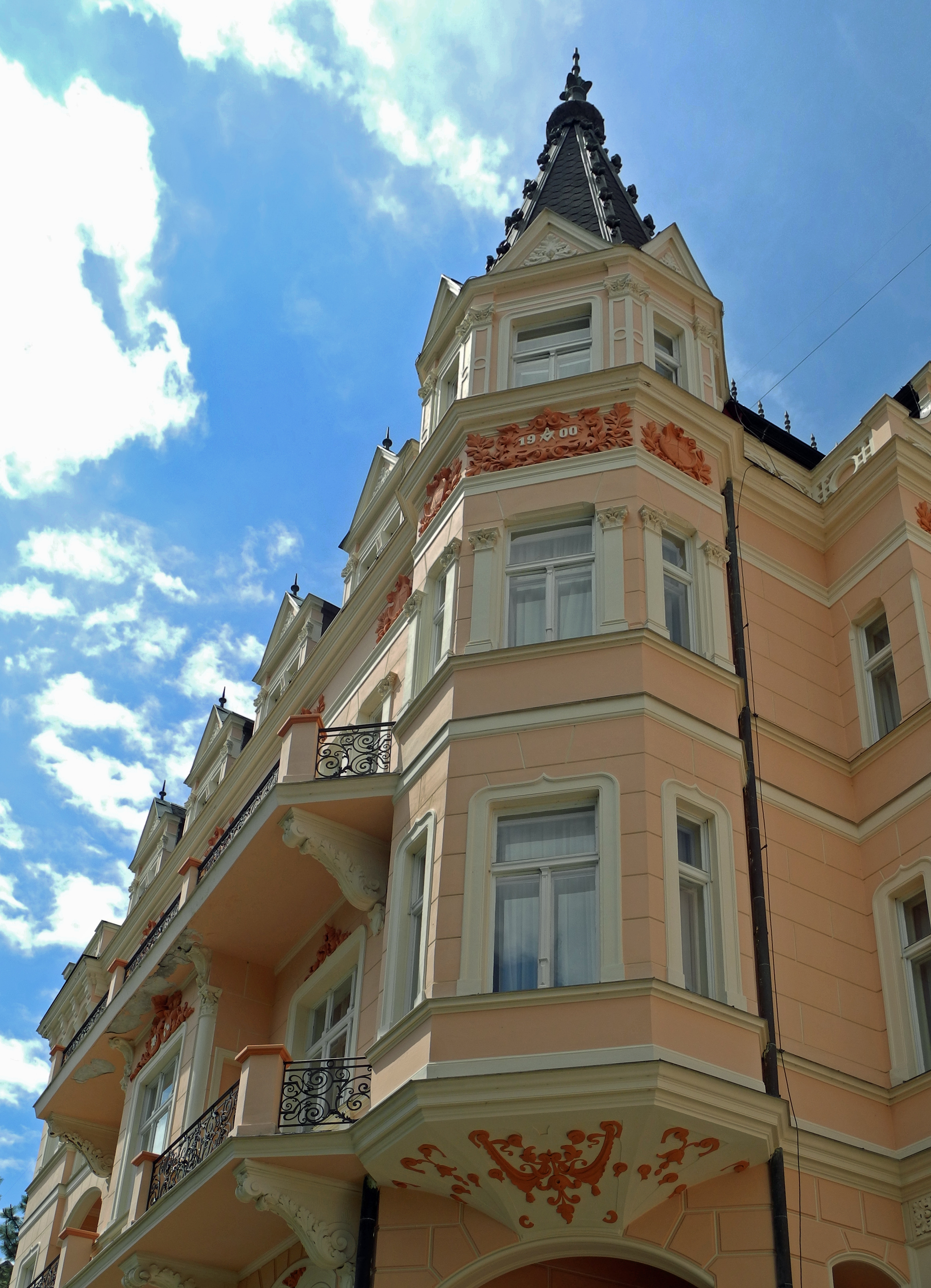
Severovýchodní nároží vily Vyšehrad

Je  to čtyřpatrová a podsklepená budova na obdélném půdorysu se vstupním průčelím orientovaným do ulice Krále Jiřího. V zadní (zahradní) části na jihozápadním nároží vystupuje ze čtvrtého do pátého patra mohutná hranolová věž zakončená cimbuřím a zastřešená dlátkovou střechou. Do střechy vystupují vikýře se sedlovými stříškami. Vstup je řešen v předsazeném portiku s balkonem. Za vestibulem se napojuje chodba a uprostřed vnitřní schodiště do chodby čtvrtého patra. Vpravo od schodiště je umístěn výtah, nalevo toalety. Koupelny byly situovány vedle každého pokoje. V roce 1902 přistavěl Josef Waldert balkony nad vstupem v prvém a druhém patře. V letech 1912–1913 byly u velké věže na dvorním průčelí dostavěny od suterénu až po druhé patro hygienická zařízení (toalety a koupelny).
Z původní stavby se dochovala konstrukce včetně dekorace fasády s architektonickými detaily. Římsa čtvrtého patra nese reliéf s letopočtem 1900, do něhož jsou vsazeny emblémy svobodných zednářů: kružidlo a úhelník. Z uměleckořemeslných prvků  se dochovaly zejména dubové vstupní dveře s bohatou dřevořezbou a s kovanými mřížemi. V interiérech se zachovala štukatura posledního patra schodiště, kde je zřetelný plošný secesní dekor splétaných tulipánů. Kolem objektu se dochovalo původní kované oplocení.